# Карцаг
Карцаг (мађ. Karcag) град је у Мађарској. Карцаг је четврти по величини град у оквиру жупаније Јас-Нађкун-Солнок.
Град има 19.880 становника према подацима из 2017. године.

## Географија
Град Карцаг се налази у северном делу Мађарске. Од престонице Будимпеште град је удаљен 140 km источно. Град се налази у средишњем делу Панонске низије.

## Становништво
По процени из 2017. године у граду је живело 19.880 становника.
| 1990.  | 2001.  | 2011.  | 2017.  |
| ------ | ------ | ------ | ------ |
| 22.841 | 22.574 | 20.632 | 19.880 |

- Градска пијаца
- Гимназија